# Ostseeküste am Brodtener Ufer
Ostseeküste am Brodtener Ufer este o arie protejată (arie specială de conservare — SAC, sit de importanță comunitară — SCI, arie de protecție specială avifaunistică — SPA) din Germania întinsă pe o suprafață de 2.084 ha, integral pe uscat.

## Localizare
Centrul sitului Ostseeküste am Brodtener Ufer este situat la coordonatele 54°00′06″N 10°53′01″E / 54.0017°N 10.8836°E.

## Înființare
Situl Ostseeküste am Brodtener Ufer a fost declarat sit de importanță comunitară în august 2000 pentru a proteja 4 specii de animale. Alte tipuri de protecție:
- arie de protecție specială avifaunistică (în august 2000)[2]
- arie specială de conservare (în ianuarie 2010)[1][3][4]

## Biodiversitate
Situată în ecoregiunea continentală, aria protejată conține 8 habitate naturale: Bancuri de nisip acoperite în permanență slab de apă marină, Golfuri mici largi și golfuri puțin adânci, Recifuri, Vegetație anuală la limita mareei, Faleze cu vegetație de pe coastele atlantice și baltice, Dune cu Hyppophaë rhamnoides, Păduri de fag Asperulo-Fagetum, Păduri pe pante, grohotișuri și ravene de Tilio-Acerion.
La baza desemnării sitului se află mai multe specii protejate de  păsări (4): rața moțată (Aythya fuligula), Aythya marila, Fulica atra atra, eider (Somateria mollissima).